# Raymond Ndong Sima
Raymond Ndong Sima (Oyem, 23 de janeiro de 1955) é um político do Gabão que serviu como primeiro-ministro do seu país de setembro de 2023 a maio de 2025. Também tinha ocupado o mesmo cargo de 27 de fevereiro de 2012 a 27 de janeiro de 2014.